# Arkonagade
Arkonagade er en gade på Vesterbro i København, der går fra Sønder Boulevard til Ingerslevsgade. Den blev navngivet i 1904 efter den vendiske borg Arkona, som blev erobret og ødelagt af kong Valdemar og biskop Absalon i 1168.
Gaden er en kort brolagt gade, der er omgivet af traditionelle etageejendomme. Der er enkelte forretninger på gadehjørnerne i de to ender af gaden. Hjørneejendommen Sønder Boulevard 59-61 / Arkonagade 2-4 blev opført af tømrermester Aarfing i 1905-1906. Hans søn malermester Aage Aarfing arvede senere ejendommen, som blev strengt administreret. Efter hans død blev den omdannet til en andelsboligforening, den nuværende AB Kap Arkona. Flere andre ejendomme i gaden er også organiseret som andelsboligforeninger, for eksempel A/B Arkonagade 6-8 og A/B Arkonagade 7-9-11
I karréen Arkonagade / Sønder Boulevard / Asger Rygs Gade / Ingerslevsgade ligger det fælles gårdanlæg Fjenneslevgaard. Det fik sin nuværende udformning med beplantning og fællesarealer ved en sanering i 1998-1999. Navnet på gården skyldes, at det står på ejendommen ud mod Ingerslevsgade.
I Anders Bodelsens roman Domino fra 1984 har hovedpersonen, fotografen Troels Lind, et værelse i Arkonagade. Gaden beskrives som værende så fredelig, at det selv fredag eftermiddag ser ud som om, det er søndag.